# Тривиальные названия органических соединений
Тривиальные названия присваивались органическим соединениям на ранних этапах развития органической химии. Обычно они не содержали какой-либо информации о составе и строении соединений. В настоящее время тривиальные названия не рекомендуются к использованию ИЮПАК, однако для некоторых веществ (например, бензола), а также для целых классов органических соединений (например, карбоновых кислот) чаще употребляются именно тривиальные названия.